# Niandra LaDes and Usually Just a T-Shirt
Niandra LaDes and Usually Just a T-Shirt este primul album solo al chitaristului american John Frusciante.